# Franklin Adreon
Franklin "Pete" Adreon (18 de novembro de 1902 – 10 de setembro de 1979) foi um cineasta, roteirista e produtor cinematográfico e de televisão estadunidense. Participou da direção, produção e roteiro de mais de 30 filmes, na grande maioria seriados e séries de televisão.

## Biografia
Franklin Adreon, Jr. era filho de Mary Suzan Joyce (1871 - 1912) e Franklin Adreon (1867- 1923), e foi o segundo de 4 irmãos. Nascido em Gambrills, Maryland, Adreon foi um Reservista da Marinha durante os anos 1930, e serviu no Corpo de Fuzileiros Navais dos Estados Unidos na Segunda Guerra Mundial.  Servindo inicialmente no 6º Regimento da Marinha, na Islândia, o Major Adreon foi para a Marine Corps Photographic Unit na Marine Corps Base Quantico.
Adreon conseguiu alguns pequenos empregos remunerados, inclusive como consultor técnico no seriado The Fighting Marines (no qual ele também atuou no papel de Capitão Holmes), em 1935. Trabalhou como ator em apenas três filmes, entre 1935 e 1937. Isto levou a uma posição de roteirista na Mascot Pictures e em seguida na Republic Pictures. Adreon ficou com a unidade serial e, em breve, através de muito trabalho, recebeu o título de produtor associado.
Inicialmente escrevendo roteiros, o primeiro filme que roteirizou foi o seriado S.O.S. Coast Guard, em 1937, para a Republic Pictures, escrevendo em seguida roteiros originais para seriados ao longo de todo o período em que a Republic dedicou-se ao gênreo serial. Destacam-se entre os roteiros em que trabalhou os seriados The Lone Ranger e The Lone Ranger Rides Again, em 1938 e 1939, e Adventures of Frank and Jesse James, em 1948, que também produziu. O último roteiro foi para o seriado Adventures of Frank and Jesse James, em 1948. Vários de seus seriados foram reeditados como filmes e veicularam na televisão nos anos 1960.
Adreon ficou com a Republic Pictures por quase toda a sua vida, trabalhando muitas vezes com o diretor de seriados William Witney, que também era da Marinha na guerra. Ele trabalhou como um diretor, produtor e roteirista não apenas em filmes, mas em várias séries de televisão.
Sua primeira experiência na direção foi o seriado Canadian Mounties vs. Atomic Invaders, em 1953, para a Republic Pictures. Dirigiu alguns seriados e vários episódios de séries de televisão ao longo dos anos 1950 e 1960. Adreon deixou a Republic em 1956 e passou os próximos dois anos na Warner Bros., que entrara na era dos westerns na TV e precisava desesperadamente de diretores. Adreon dirigiu város episódios de sériede TV. Finalizou seu trabalho cinematográfico dirigindo o filme futurista Cyborg 2087, em 1966.
Adreon morreu em 10 de setembro de 1979 em Ventura County, Califórnia, aos 76 anos.

## Família
Casou com Ramona Mae Mahoney (nascida em 8 de julho de 1917) em 10 de dezembro de 1937, e tiveram dois filhos, Franklin Adreon (III), nascido em 28 de julho de 1939, e Diana Sue Adreon, nascida em 7 de janeiro de 1944. No censo de 1940 consta que Adreon era casado com "Mona", tinha um filho, Franklin Adreon Jr. (na verdade Franklin Adreon III), nascido em 1939, e moravam em Los Angeles.

## Filmografia parcial
| Cinema    | Cinema                                     | Cinema                                        | Cinema |
| Ano       | Filme                                      | Notas                                         |        |
| --------- | ------------------------------------------ | --------------------------------------------- | ------ |
| 1935      | The Fighting Marines                       | Ator                                          |        |
| 1937      | S.O.S. Coast Guard                         | Roteiro original                              |        |
| 1937      | Zorro Rides Again                          | Roteiro                                       |        |
| 1938      | The Fighting Devil Dogs                    | Roteiro original                              |        |
| 1938      | The Lone Ranger                            | Roteiro                                       |        |
| 1938      | Dick Tracy Returns                         | Roteiro original                              |        |
| 1939      | Zorro's Fighting Legion                    | Roteiro original                              |        |
| 1939      | The Lone Ranger Rides Again                | Roteiro                                       |        |
| 1939      | Daredevils of the Red Circle               | Roteiro                                       |        |
| 1939      | Dick Tracy's G-Men                         | Roteiro                                       |        |
| 1940      | Adventures of Red Ryder                    | Roteiro original Creditado Franklyn Adreon    |        |
| 1940      | Drums of Fu Manchu                         | Roteiro                                       |        |
| 1940      | King of the Royal Mounted                  | Roteiro                                       |        |
| 1940      | Mysterious Doctor Satan                    | Roteiro                                       |        |
| 1947      | Jesse James Rides Again                    | Roteiro original                              |        |
| 1947      | Son of Zorro                               | Roteiro original                              |        |
| 1947      | The Black Widow                            | Roteiro original                              |        |
| 1948      | Adventures of Frank and Jesse James        | Produtor associado, roteiro original          |        |
| 1948      | G-Men Never Forget                         | Roteiro original                              |        |
| 1948      | Dangers of the Canadian Mounted            | Roteiro original                              |        |
| 1949      | Ghost of Zorro                             | Produtor associado                            |        |
| 1949      | King of the Rocket Men                     | Produtor                                      |        |
| 1949      | Federal Agents vs. Underworld, Inc         | Produtor                                      |        |
| 1949      | Radar Patrol vs. Spy King                  | Produtor                                      |        |
| 1949      | The James Brothers of Missouri             | Direção                                       |        |
| 1950      | The Invisible Monster                      | Produtor associado                            |        |
| 1950      | Desperadoes of the West                    | Produtor                                      |        |
| 1950      | Flying Disc Man from Mars                  | Produtor                                      |        |
| 1950      | The Arizona Cowboy                         | Produtor                                      |        |
| 1951      | Government Agents vs Phantom Legion        | Produtor associado                            |        |
| 1951      | Don Daredevil Rides Again                  | Produtor                                      |        |
| 1952      | Zombies of the Stratosphere                | Produtor associado                            |        |
| 1952      | Radar Men from the Moon                    | Produtor                                      |        |
| 1953      | Canadian Mounties vs. Atomic Invaders      | Diretor, Produtor associado                   |        |
| 1953      | Jungle Drums of Africa                     | Produtor                                      |        |
| 1954      | Trader Tom of the China Seas               | Diretor, Produtor associado                   |        |
| 1954      | Man with the Steel Whip                    | Produtor                                      |        |
| 1955      | King of the Carnival                       | Diretor, Produtor associado                   |        |
| 1955      | Panther Girl of the Kongo                  | Produtor e diretor                            |        |
| 1962      | The Nun and the Sergeant                   | Diretor                                       |        |
| 1966      | Cyborg 2087                                | Diretor Título alternativo: Man from Tomorrow |        |
| Televisão |                                            |                                               |        |
| Ano       | Título                                     | Notas                                         |        |
| 1955      | Commando Cody: Sky Marshal of the Universe | Produtor associado, 12 episódios              |        |
| 1957      | Cheyenne                                   | Diretor, 2 episódios                          |        |
| 1957–1958 | Maverick                                   | Diretor, 2 episódios                          |        |
| 1957–1958 | Colt .45                                   | Diretor, 4 episódios                          |        |
| 1957–1958 | Sugarfoot                                  | Diretor, 10 episódios                         |        |
| 1958      | Frontier Doctor                            | Diretor, 2 episódios                          |        |
| 1958–1959 | 26 Men                                     | Diretor, 2 episódios                          |        |
| 1958–1959 | Lassie                                     | Diretor, 14 episódios                         |        |
| 1958–1959 | The Rough Riders                           | Diretor, 5 episódios                          |        |
| 1959–1960 | Tombstone Territory                        | Diretor, 5 episódios                          |        |
| 1960      | Pony Express                               | Diretor, 1 episódio                           |        |
| 1960      | Men into Space                             | Diretor, 1 episódio                           |        |
| 1960      | Lock-Up                                    | Diretor, 3 episódios                          |        |
| 1960      | Shotgun Slade                              | Diretor, 2 episódios                          |        |
| 1960      | Gunsmoke                                   | Diretor, 1 episódio                           |        |
| 1960–1961 | Bat Masterson                              | Diretor, 5 episódios                          |        |
| 1961      | Ripcord                                    | Diretor, 1 episódio                           |        |
| 1961      | The Tall Man                               | Diretor, 1 episódio                           |        |